# خسوف القمر أغسطس 2016
| خسوف القمر 18 أغسطس 2016             | خسوف القمر 18 أغسطس 2016 |
| ------------------------------------ | ------------------------ |
| بالكاد قطع القمر الظل الشمالي للأرض. |                          |
| سلسلة (وعضو)                         | 109 (72 من 72)           |
| جاما                                 | 1.559                    |
| ضخامة                                | 0.0166                   |
| المدة (hr: mn: sc)                   |                          |
| Penumbral                            | 33:36                    |
| جهات الاتصال ( UTC )                 |                          |
| P1                                   | 9:25:36 بالتوقيت العالمي |
| أعظم                                 | 9:42:24                  |
| ص 4                                  | 9:59:12                  |

حدث خسوف شبه قمري للقمر يوم الخميس 18 أغسطس 2016. كان هذا هو الثاني من بين ثلاث خسوفات للقمر في عام 2016. هناك طرق متعددة لتحديد حدود ظل الأرض، لذلك كان هذا خطأ وفقًا لبعض المصادر. يسرد قانون الكسوف على الإنترنت لمكتب صاحبة الجلالة البحري في ألماناك هذا الحدث باعتباره آخر كسوف على سلسلة ساروس 109، بينما تدرج وكالة ناسا في 8 أغسطس 1998 ككسوف آخر من السلسلة، وقد فقد هذا الحدث الظل.

## خلفية
ظل الأرض شبه المخروطي أكبر مما هو متوقع من الهندسة البسيطة، وهي ظاهرة لاحظها فيليب دي لا هير لأول مرة في عام 1707. يختلف المقدار الدقيق للتضخم بمرور الوقت لأسباب غير مفهومة تمامًا، ولكن من المحتمل أن تتضمن كمية الغبار في طبقات معينة من الغلاف الجوي للأرض.  استخدمت العديد من تقويمات الخسوف افتراضات مختلفة حول حجم هذا التأثير، مما أدى إلى الخلاف حول المدة المتوقعة لخسوف القمر أو، في حالة الخسوف الخسوف لفترة قصيرة جدًا، ما إذا كان الخسوف سيحدث على الإطلاق. 
في عام 1989، نشرت وكالة ناسا تقويمًا لخسوف القمر توقع حدوث خسوف قصير للقمر في 18 أغسطس 2016. ومع ذلك، استخدم التقويم الفرنسي معرفة التايمز افتراضات أكثر تحفظًا حول حجم ظل الأرض ولم يتنبأ بحدوث الكسوف على الإطلاق.  واصل مكتب خطوط الطول في فرنسا تحسين نماذج خسوف القمر الخاصة بهم. استند إصدار ناسا لعام 2009 من تقويمها لخسوف القمر إلى قيمها،  والتي أعادت تصنيف تسعة كسوف فعليًا بين عامي 1801 و 2300 على أنها غير أحداث، بما في ذلك تلك التي حدثت في أغسطس 2016.  
استمرت بعض الموارد، بما في ذلك قانون الخسوف الإلكتروني لمكتب صاحبة الجلالة البحري في ألماناك في سرد حدث 18 أغسطس 2016. على الرغم من عدم ظهوره في قوائم ناسا المطبوعة للكسوف منذ مراجعة عام 2009، أكيو للطقس عن الخسوف القادم وتوقع أن يكون هذا هو العضو الأخير في ساروس قمري 109.

## الرؤية

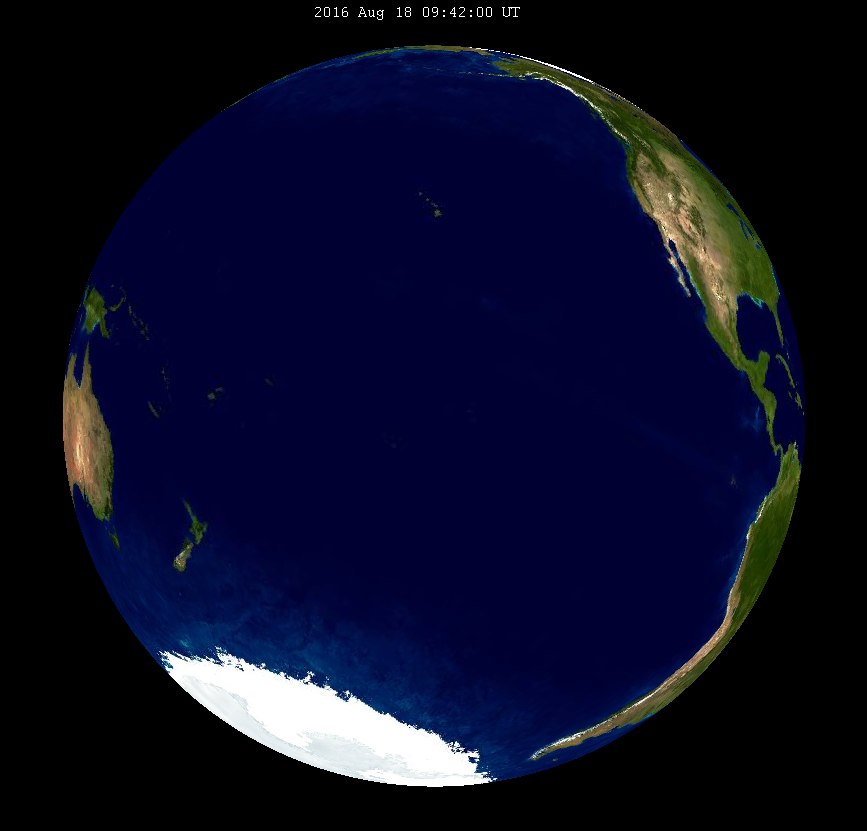
كان مرئيًا من أجزاء من أستراليا والبرازيل وشرق كندا.

حطم هذا الكسوف الحدود الشمالية للظل شبه الخفيف للأرض. استمر الحدث 33 دقيقة و 36 ثانية، وبدأ الساعة 9:25 بالتوقيت العالمي المنسق وينتهي في الساعة 9:59. أنتج هذا الحد الأقصى لحجم بينومبرال 0.0166.  كسوف بهذا الحجم الصغير غير محسوس بصريًا. مطلوب حجم أقل من 0.6 تقريبًا حتى يتمكن المراقبون المهرة من اكتشافه. 

## الخسوفات ذات الصلة

### كسوف 2016
- كسوف كلي للشمس في 9 مارس.
- خسوف شبه قمري للقمر في 23 مارس.
- خسوف شبه قمري للقمر في 18 أغسطس.
- كسوف حلقي للشمس في 1 سبتمبر.
- خسوف شبه قمري للقمر في 16 سبتمبر.

حدث خسوفان آخران للقمر في عام 2016، كانا في 23 مارس و16 سبتمبر.

### سلسلة ساروس
وبحسب بعض المصادر، كان هذا آخر خسوف للقمر لدورة ساروس 109، وكان خسوف 72 في تلك السلسلة.  هناك طرق عديدة لتحديد حدود ظل الأرض. تمت مراجعة أحد النماذج وتم تصنيف هذا الكسوف على أنه ليس حدثًا من خلال هذا النموذج. قررت بعض مواقع الكسوف اتباع تلك الحسابات التي تعني أن ساروس 109 يتضمن الآن 71 حدثًا، وآخرها حدث في 8 أغسطس 1998.

## فهرس
- Espenak، Fred (1989). Fifty Year Canon of Lunar Eclipses: 1986–2035 (PDF). NASA. NASA Reference Publication 1216. مؤرشف من الأصل (PDF) في 2022-12-20.
- Espenak، Fred؛ Meeus، Jean (2009). Five Millennium Catalog of Lunar Eclipses: -1999 to +3000 (2000 BCE to 3000 CE) (PDF). NASA. NASA/TP-2009-213173. مؤرشف من الأصل (PDF) في 2023-02-09.